# Orofino
Orofino är administrativ huvudort i Clearwater County i Idaho. Orten har fått sitt namn efter vattendraget Orofino Creek som i sin tur fick sitt namn efter gruvsamhället Oro Fino. Det blev senare en spökstad av gruvsamhället. Enligt 2010 års folkräkning hade Orofino 3 142 invånare.